# جاكي باتل
جاكي باتل (بالإنجليزية: Jackie Battle)‏ هو لاعب كرة قدم أمريكية أمريكي، ولد في 1 أكتوبر 1983 في هيوستن في الولايات المتحدة.

## وصلات خارجية
- جاكي باتل على موقع مرجع كرة القدم المحترفة.كوم (الإنجليزية)